# Deutsche Leichtathletik-Meisterschaften 1988/Resultate
Der Hauptteil der Wettbewerbe bei den Deutschen Leichtathletik-Meisterschaften wurde vom 22. bis 24. Juli 1988 im Frankfurter Waldstadion ausgetragen.
In der hier vorliegenden Auflistung werden die in den verschiedenen Wettbewerben jeweils ersten acht platzierten Leichtathletinnen und Leichtathleten aufgeführt. Eine Übersicht mit den Medaillengewinnerinnen und -gewinnern sowie einigen Anmerkungen zu den Meisterschaften findet sich unter dem Link Deutsche Leichtathletik-Meisterschaften 1988.
Wie immer gab es zahlreiche Disziplinen, die zu anderen Terminen an anderen Orten stattfanden – in den folgenden Übersichten jeweils konkret benannt.

## Meisterschaftsresultate Männer

### 100 m
| Platz | Athlet, Verein                         | Zeit (s) |
| ----- | -------------------------------------- | -------- |
| 1     | Andreas Maul (LG Wipperfürth)          | 10,50    |
| 2     | Fritz Heer (TV Wattenscheid 01)        | 10,50    |
| 3     | Werner Zaske (TV Wattenscheid 01)      | 10,54    |
| 4     | Stefan Schütz (LG Sieg)                | 10,58    |
| 5     | Dirk Schweisfurth (TV Wattenscheid 01) | 10,58    |
| 6     | Norbert Dobeleit (TV Wattenscheid 01)  | 10,58    |
| 7     | Christian Haas (LAC Quelle Fürth)      | 10,64    |
| 8     | Dietmar Schulte (LT Hannover)          | 10,71    |

Datum: 22. Juli
Wind: −2,4 m/s

### 200 m
| Platz | Athlet, Verein                           | Zeit (s) |
| ----- | ---------------------------------------- | -------- |
| 1     | Ralf Lübke (LG Bayer Leverkusen)         | 20,76    |
| 2     | Norbert Dobeleit (TV Wattenscheid 01)    | 20,88    |
| 3     | Peter Klein (SV Salamander Kornwestheim) | 20,90    |
| 4     | Gerhard Sewald (SV Gendorf-Burgkirchen)  | 21,07    |
| 5     | Thomas Geuyen (LG Bayer Leverkusen)      | 21,24    |
| 6     | Frank Kobor (MTV Ingolstadt)             | 21,44    |
| 7     | Stefan Biaesch (LG Frankfurt)            | 21,52    |
| DNF   | Erwin Skamrahl (VfL Wolfsburg)           |          |

Datum: 24. Juli
Wind: −0,6 m/s

### 400 m
| Platz | Athlet, Verein                              | Zeit (s) |
| ----- | ------------------------------------------- | -------- |
| 1     | Ralf Lübke (LG Bayer Leverkusen)            | 45,89    |
| 2     | Mark Henrich (VfL Kamen)                    | 46,21    |
| 3     | Jörg Vaihinger (VfL Sindelfingen)           | 46,25    |
| 4     | Bodo Kuhn (Eintracht Frankfurt)             | 46,47    |
| 5     | Klaus Just (SV Salamander Kornwestheim)     | 46,56    |
| 6     | Ulrich Schlepütz (ASV Köln)                 | 46,72    |
| 7     | Jürgen Koffler (SV Salamander Kornwestheim) | 47,23    |
| 8     | Benno Eicker (LG Wipperfürth)               | 47,64    |

Datum: 23. Juli

### 800 m
| Platz | Athlet, Verein                        | Zeit (min) |
| ----- | ------------------------------------- | ---------- |
| 1     | Thomas Giessing (LAZ bellanett Rhede) | 1:47,52    |
| 2     | Peter Braun (LG Tuttlingen)           | 1:47,75    |
| 3     | Rainer Thau (LC Mengerskirchen)       | 1:47,88    |
| 4     | Alexander Adam (ASV Köln)             | 1:47,98    |
| 5     | Holger Böttcher (LG Nord Berlin)      | 1:48,04    |
| 6     | Matthias Assmann (LG Stuttgart-Nord)  | 1:48,75    |
| 7     | Helge Loska (LG Nord Berlin)          | 1:49,35    |
| 8     | Rüdiger Stenzel (LG Coesfeld)         | 1:50,18    |

Datum: 24. Juli

### 1500 m
| Platz | Athlet, Verein                                 | Zeit (min) |
| ----- | ---------------------------------------------- | ---------- |
| 1     | Dieter Baumann (VfL Waiblingen)                | 3:45,60    |
| 2     | Eckhardt Rüter (VfL Wolfsburg)                 | 3:46,02    |
| 3     | Klaus-Peter Nabein (LAC Quelle Fürth)          | 3:46,44    |
| 4     | Ralf Stewing (LG Jägermeister Bonn-Meckenheim) | 3:47,60    |
| 5     | Markus Trines (LAV Essen)                      | 3:47,72    |
| 6     | Wolfgang Schreiber (VfL Wolfsburg)             | 3:47,91    |
| 7     | Christoph Meyer (LT Hannover)                  | 3:48,34    |
| 8     | Uwe Manns (LG DJK Andernach-Neuwied)           | 3:48,45    |

Datum: 23. Juli

### 5000 m
| Platz | Athlet, Verein                                | Zeit (min) |
| ----- | --------------------------------------------- | ---------- |
| 1     | Dieter Baumann (VfL Waiblingen)               | 13:38,31   |
| 2     | Steffen Brand (TV Wattenscheid 01)            | 13:38,99   |
| 3     | Martin Grüning (LAV Bayer Uerdingen/Dormagen) | 13:46,88   |
| 4     | Josef Oefele (LAC München)                    | 13:54,58   |
| 5     | Stephan Jäger (SV Salamander Kornwestheim)    | 13:57,34   |
| 6     | Thomas Marx (ASV Köln)                        | 14:04,62   |
| 7     | Heinz-Bernd Bürger (LC Euskirchen)            | 14:14,46   |
| 8     | Martin Stähle (VfL Sindelfingen)              | 14:19,23   |

Datum: 24. Juli

### 10.000 m
| Platz | Athlet, Verein                              | Zeit (min) |
| ----- | ------------------------------------------- | ---------- |
| 1     | Ralf Salzmann (PSV Grün-Weiß Kassel)        | 29:01,53   |
| 2     | Michael Scheytt (LAC München)               | 29:04,55   |
| 3     | Herbert Steffny (Post-SV Jahn Freiburg)     | 29:04,67   |
| 4     | Udo Reeh (VfL Waldkraiburg)                 | 29:13,79   |
| 5     | Konrad Dobler (VfL Waldkraiburg)            | 29:13,79   |
| 6     | Christoph Herle (VfL Waldkraiburg)          | 29:31,12   |
| 7     | Kurt Oestreich (ASC Darmstadt)              | 29:54,78   |
| 8     | Alfred Knickenberg (SV Saar 05 Saarbrücken) | 30:02,84   |

Datum: 22. Juli

### 25-km-Straßenlauf
| Platz | Athlet, Verein                          | Zeit (h) |
| ----- | --------------------------------------- | -------- |
| 1     | Herbert Steffny (Post-SV Jahn Freiburg) | 1:15:58  |
| 2     | Konrad Dobler (VfL Waldkraiburg)        | 1:16:40  |
| 3     | Guido Dold (Post-SV Jahn Freiburg)      | 1:18:04  |
| 4     | Rainer Graf (ASC Darmstadt)             | 1:18:19  |
| 5     | Reiner Gutschank (PSV Grün-Weiß Kassel) | 1:18:28  |
| 6     | Werner Grommisch (LAV Essen)            | 1:18:46  |
| 7     | Uwe Honsdorf (TSV Ley Koblenz)          | 1:19:02  |
| 8     | Achim Bourmer (LG Frankfurt)            | 1:19:12  |

Datum: 11. September
fand in Herten-Bertlich statt

### 25-km-Straßenlauf, Mannschaftswertung
| Platz | Verein, Besetzung                                                     | Zeit (h) |
| ----- | --------------------------------------------------------------------- | -------- |
| 1     | Post-SV Jahn Freiburg (Herbert Steffny, Guido Dold, Markus Keller)    | 3:56:44  |
| 2     | VfL Waldkraiburg (Konrad Dobler, Uwe Hartmann, Joachim Heim)          | 3:57:33  |
| 3     | LG Frankfurt (Achim Bourmer, Wolfgang Mü, Hans Pfisterer)             | 3:59:28  |
| 4     | ASC Darmstadt (Rainer Graf, Helmut Stenzel, Kurt Oestreich)           | 4:00:43  |
| 5     | LC Hannover (Markus Pingpank, Frank Luckmann, Volker Krajenski)       | 4:03:10  |
| 6     | PSV Grün-Weiß Kassel (Reiner Gutschank, Thomas Eickmann, Thomas Hahn) | 4:06:07  |
| 7     | Stuttgarter Kickers (Rainer Mühlberg, Andreas Söffker, Klaus Löffler) | 4:06:19  |
| 8     | TuS Köln rrh. 1874 (Ralf Krämer, Krumm, Andreas Cromm)                | 4:09:47  |

Datum: 11. September
fand in Herten-Bertlich statt

### Marathon
| Platz | Athlet, Verein                         | Zeit (h) |
| ----- | -------------------------------------- | -------- |
| 1     | Udo Reh (VfL Waldkraiburg)             | 2:14:56  |
| 2     | Konrad Dobler (VfL Waldkraiburg)       | 2:15:04  |
| 3     | Roland Szymaniak (Gut-Heil Neumünster) | 2:17:08  |
| 4     | Joachim Heim (VfL Waldkraiburg)        | 2:18:28  |
| 5     | Uwe Hartmann (VfL Waldkraiburg)        | 2:19:36  |
| 6     | Kurt Oestreich (ASC Darmstadt)         | 2:19:52  |
| 7     | Erwin Sommer (LG München)              | 2:20:37  |
| 8     | Michael Helber (LG Donau-Ries)         | 2:21:20  |

Datum: 24. April
fand im Rahmen des Hamburg-Marathons statt

### Marathon, Mannschaftswertung
| Platz | Verein, Besetzung                                                            | Zeit (h) |
| ----- | ---------------------------------------------------------------------------- | -------- |
| 1     | VfL Waldkraiburg (Udo Reh, Konrad Dobler, Joachim Heim)                      | 6:48:28  |
| 2     | TF Feuerbach (Daniel Bartsch, Peter Maier, Friedrich Mößner)                 | 7:12:04  |
| 3     | TV Geiselhöring (Winfried Ahlmann, Peter Kiefl, Reinhold Hierlmeier)         | 7:13:02  |
| 4     | LG Frankfurt (Helmut Marenholz, Hans-Joachim Herrmann, Hans Pfisterer)       | 7;13:25  |
| 5     | Stuttgarter Kickers (Andreas Söffker, Rainer Mühlberg, Thomas Mürle)         | 7:14:37  |
| 6     | LTF Marpingen (Rainer Müller, Volker Becker, Dieter Burkhardt)               | 7:14:41  |
| 7     | LG Andernach / Neuwied (Werner Zimmermann, Peter Alt, Dietrich Rockenfeller) | 7:16:44  |
| 8     | Gut-Heil Neumünster (Roland Szymaniak, Bernd-Joachim Deters, Thilo Brunzel)  | 7:20:01  |

Datum: 24. April
fand im Rahmen des Hamburg-Marathons statt

### 100-km-Straßenlauf
| Platz | Athlet, Verein                          | Zeit (h) |
| ----- | --------------------------------------- | -------- |
| 1     | Heinz Hüglin (LV Ettenheim)             | 6:41:41  |
| 2     | Herbert Cuntz (TV Offenbach/Queich)     | 6:53:40  |
| 3     | Manfred Träger (Triathlon Hub/Nürnberg) | 6:59:30  |
| 4     | Hans-Jürgen Seydler (SCC Berlin)        | 7:04:08  |
| 5     | Jochen Lux (Triathlon Hub/Nürnberg)     | 7:07:42  |
| 6     | Richard Fröhlich (SV Vogt)              | 7:13:38  |
| 7     | Wolfgang Thamm (SuS Schalke 96)         | 7:19:38  |
| 8     | Karl Kiermeier (TSV Winhöring)          | 7:19:57  |

Datum: 8. Oktober
fand in Hamm-Heessen statt

### 100-km-Straßenlauf, Mannschaftswertung
| Platz | Verein, Besetzung                                                       | Zeit (h) |
| ----- | ----------------------------------------------------------------------- | -------- |
| 1     | SV Vogt (Richard Fröhlich, Gebhard Bleyer, Willi Thurner)               | 23:55:07 |
| 2     | SCC Berlin (Hans-Jürgen Seydler, Heinz-Günter Schmidt, Lothar Preißler) | 24:22:09 |
| 3     | SuS Schalke 96 (Wolfgang Thamm, Bernd Orlowski, Anton Bierner)          | 24:24:11 |
| 4     | Gymnasial-SV Porz (Stephan Hain, Helmut Urbach, Willi Klein)            | 24:27:38 |
| 5     | LG Ortenau-Nord (Karl-Heinz Teichert, Kassian Burster, Gerhard Burster) | 24:50:02 |
| 6     | LTF Marpingen (Franz Feller, Karlheinz Kobus, Stefan Feller)            | 25:01:15 |
| 7     | ESV Münster (Peter Samulski, Dieter Korte, Dr. Wulf Lange)              | 25:13:31 |
| 8     | TV Unna (Horst Comes, Reinhard Wass, Andreas Look)                      | 25:30:04 |

Datum: 8. Oktober
fand in Hamm-Heessen statt

### 110 m Hürden
| Platz | Athlet, Verein                             | Zeit (s) |
| ----- | ------------------------------------------ | -------- |
| 1     | Florian Schwarthoff (LG Erlangen)          | 13,50 BR |
| 2     | Dietmar Koszewski (SCC Berlin)             | 13,76000 |
| 3     | Jürgen Schoch (SV Salamander Kornwestheim) | 13,76000 |
| 4     | Stefan Mattern (LG Kreis Verden)           | 13,78000 |
| 5     | Heiko Buss (Eintracht Frankfurt)           | 13,83000 |
| 6     | Martin Wiechert (ASV Sankt Augustin)       | 13,91000 |
| 7     | Frank Wilcke (TV Wattenscheid 01)          | 14,02000 |
| 8     | Olaf Fundel (Stuttgarter Kickers)          | 14,15000 |

Datum: 23. Juli
Wind: +1,2 m/s
Mit seiner Siegerzeit von 13,50 s stellte Florian Schwarthoff einen neuen DLV-Rekord auf.

### 400 m Hürden
| Platz | Athlet, Verein                        | Zeit (s) |
| ----- | ------------------------------------- | -------- |
| 1     | Harald Schmid (TV Gelnhausen)         | 48,23    |
| 2     | Edgar Itt (TV Gelnhausen)             | 49,10    |
| 3     | Uwe Schmitt (Eintracht Frankfurt)     | 50,44    |
| 4     | Olaf Hense (TV Wattenscheid 01)       | 50,60    |
| 5     | Carsten Fischer (LG Bayer Leverkusen) | 50,65    |
| 6     | Carsten Köhrbrück (OSC Berlin)        | 51,12    |
| 7     | Thomas Bürkle (VfL Sindelfingen)      | 51,31    |
| 8     | Michael Grün (LG Bayer Leverkusen)    | 51,37    |

Datum: 24. Juli

### 3000 m Hindernis
| Platz | Athlet, Verein                      | Zeit (min) |
| ----- | ----------------------------------- | ---------- |
| 1     | Patriz Ilg (LAC Quelle Fürth)       | 8:23,19    |
| 2     | Jens Volkmann (SCC Berlin)          | 8:23,88    |
| 3     | Andreas Fischer (Hamburger SV)      | 8:33,22    |
| 4     | Hubert Karl (TV Ochsenfurt)         | 8:33,39    |
| 5     | Daniel Gottschall (ASC Darmstadt)   | 8:35,89    |
| 6     | Burkhard Dahm (LG Bayer Leverkusen) | 8:36,40    |
| 7     | Michael Heist (ASC Darmstadt)       | 8:38,78    |
| 8     | Volker Werner (LG Wedel-Pinneberg)  | 8:39,15    |

Datum: 24. Juli

### 4 × 100 m Staffel
| Platz | Verein, Besetzung                                                                   | Zeit (s) |
| ----- | ----------------------------------------------------------------------------------- | -------- |
| 1     | LT 1985 Hannover (Dietmar Schulte, Ingo Todt, Holger Isenbart, Volker Nitsch)       | 39,76    |
| 2     | SV Salamander Kornwestheim (Jürgen Schoch, Andreas Zügel, Peter Klein, Holger Lutz) | 39,87    |
| 3     | VfL Wolfsburg (Bernd Rebischke, Markus Kessler, Markus Stärk, Erwin Skamrahl)       | 39,99    |
| 4     | Eintracht Frankfurt (Holger Ühlein, Heiko Buss, Arne Strickstrack, Peter Rouhi)     | 40,47    |
| 5     | SCC Berlin (Thorsten Gutsche, Frank Tschugg, Stephan Pacholke, Matthias Conrad)     | 40,48    |
| 6     | VfL Sindelfingen (Georg Gann, Steffen Wax, Mark Schäfer, Michael Schwab)            | 40,75    |
| 7     | LG Jägermeister Bonn-Meckenheim (N. Thamm, Weigelt, M. Thamm, Gräf)                 | 40,88    |
| 8     | LG Wipperfürth (Gelfarth, Andreas Maul, Meyer, Benno Eicker)                        | 41,70    |

Datum: 23. Juli

### 4 × 400 m Staffel
| Platz | Verein, Besetzung                                                                       | Zeit (min) |
| ----- | --------------------------------------------------------------------------------------- | ---------- |
| 1     | LG Bayer Leverkusen (Carsten Fischer, Thomas Geuyen, Michael Grün, Ralf Lübke)          | 3:06,78    |
| 2     | VfL Sindelfingen (Peter Mayer, Claus Krafzik, Martin Bürkle, Jörg Vaihinger)            | 3:07,18    |
| 3     | Eintracht Frankfurt (Lars Klingenberg, Frank Seybold, Uwe Schmitt, Bodo Kuhn)           | 3:07,26    |
| 4     | SV Salamander Kornwestheim (Jürgen Koffler, Beck, Andreas Zügel, Klaus Just)            | 3:07,73    |
| 5     | ASV Köln (Enders, Anselm Schuster, Alexander Adam, Ulrich Schlepütz)                    | 3:08,46    |
| 6     | MTV Ingolstadt (Karsten Dannewitz, Herbert Bruckmeier, Wilhelm Schmalzl, Jürgen Gruber) | 3:09,70    |
| 7     | LT Hannover (Holger Isenbart, Günther Hinrichs, Hänies, Matthias Franke)                | 3:12,33    |
| 8     | VfL Kamen (Treude, Barthelmess, T. Jopp, Hartmut Weber)                                 | 3:13,14    |

Datum: 24. Juli

### 4 × 800 m Staffel
| Platz | Verein, Besetzung                                                                              | Zeit (min) |
| ----- | ---------------------------------------------------------------------------------------------- | ---------- |
| 1     | LG Nord Berlin (Ingo Plucinski, Helge Loska, Bernd Müller, Holger Böttcher)                    | 7:19,13    |
| 2     | ASV Köln (Martin Stötzel, Blieschies, Dirk Cordier, Alexander Adam)                            | 7:19,57    |
| 3     | TV Wattenscheid 01 (Knut Vollenbröker, Torsten Rostock, Michael Schreckenberger, Harald Andrä) | 7:19,99    |
| 4     | Eintracht Frankfurt (Conrad, Thomas Oswald, Klink, Bodo Kuhn)                                  | 7:20,72    |
| 5     | LC Rehlingen (Blies, Siemon, W. Klein, I. Klein)                                               | 7:22,18    |
| 6     | VfB Stuttgart (Horst Krückel, Herbert Wursthorn, Michael Fahrenkamp, Michael Radziwinski)      | 7:23,37    |
| 7     | LAV Essen (Andreas Fechner, Torsten Kallweit, Markus Trines, Christoph Große-Rhode)            | 7:25,52    |
| 8     | LT Hannover (M. Schulz, Christoph Meyer, Dirk-Olaf Nölle, Stephan Plätzer)                     | 7:26,98    |

Datum: 10. Juli
fand in Lübeck im Rahmen der Deutschen Jugendmeisterschaften statt

### 4 × 1500 m Staffel
| Platz | Verein, Besetzung                                                              | Zeit (min) |
| ----- | ------------------------------------------------------------------------------ | ---------- |
| 1     | VfL Wolfsburg (Dehlke, Wolfgang Schreiber, Jens Becker, Eckhardt Rüter)        | 15:19,63   |
| 2     | TV Wattenscheid 01 (Christof Blum, Brehm, Volker Welzel, Steffen Brand)        | 15:20,88   |
| 3     | LG Bayer Leverkusen (Burkhard Dahm, Ernst Ludwig, Mathias Kohls, Frank Casper) | 15:21,69   |
| 4     | LG Frankfurt (Ulrich Keil, Huber, Peter Wagner, Miroslaw Kuziola)              | 15:22,28   |
| 5     | LC Hannover (Wöckener, Olaf Pfennig, Markus Pingpank, Kordis)                  | 15:23,73   |
| 6     | Hamburger SV (Stephan Rohaly, Götz Verdieck, Andreas Fischer, Lars Brechtel)   | 15:33,87   |
| 7     | LAV Essen (Claus Dülfer, Oliver Gossmann, Jens Enneper, Norbert Wortberg)      | 15:42,16   |
| 8     | TuS Köln rrh. 1874 (Krumm, Krämer, Renneke, Kunz)                              | 15:47,92   |

Datum: 10. Juli
fand in Lübeck im Rahmen der Deutschen Jugendmeisterschaften statt

### 20-km-Gehen
| Platz | Athlet, Verein                         | Zeit (h) |
| ----- | -------------------------------------- | -------- |
| 1     | Torsten Zervas (Eintracht Frankfurt)   | 1:30:01  |
| 2     | Volkmar Scholz (Berliner SV 1892)      | 1:30:16  |
| 3     | Wolfgang Wiedemann (LAC Quelle Fürth)  | 1:32:52  |
| 4     | Robert Mildenberger (LAC Quelle Fürth) | 1:34:00  |
| 5     | Andreas Hühmer (Berliner SV 1892)      | 1:34:38  |
| 6     | Alfons Schwarz (LAC Quelle Fürth)      | 1:35:14  |
| 7     | Sigmar Neuner (LAC Quelle Fürth)       | 1:36:24  |
| 8     | Karl Degener (VfL Wolfsburg)           | 1:36:26  |

Datum: 22. Juli

### 20-km-Gehen, Mannschaftswertung
| Platz | Verein, Besetzung                                                          | Zeit (h) |
| ----- | -------------------------------------------------------------------------- | -------- |
| 1     | LAC Quelle Fürth (Wolfgang Wiedemann, Robert Mildenberger, Alfons Schwarz) | 4:52:06  |
| 2     | Berliner SV 1892 I (Volkmar Scholz, Andreas Hühmer, Detlev Winkler)        | 4:42:33  |
| 3     | Eintracht Frankfurt (Torsten Zervas, Franz-Josef Weber, Hans Michalski)    | 4:51:06  |
| 4     | SV Friedrichsgabe (Dieter Zschische, Hardy Koschollek, Rainer Heidemann)   | 5:12:43  |
| 5     | Berliner SV 1892 II (Andreas Klose, Reiner Offel, Matthias Hütler)         | 5:16:14  |
| 6     | SV Breitenbrunn (Maximilian Müller, Günter Thomas, Herbert Klaus)          | 5:19:31  |
| 7     | Meiendorfer SV (Fritz Helms, Steinhardt, Braun)                            | 5:23:38  |
| 8     | Eintracht Frankfurt (Peter Eisfeller, Heinrich Hänsel, Uwe Munzert)        | 5:40:54  |

Datum: . Juli

### 50-km-Gehen
| Platz | Athlet, Verein                         | Zeit (h) |
| ----- | -------------------------------------- | -------- |
| 1     | Alfons Schwarz (LAC Quelle Fürth)      | 3:56:14  |
| 2     | Detlef Heitmann (LGU Brake)            | 4:05:32  |
| 3     | Robert Mildenberger (LAC Quelle Fürth) | 4:06:27  |
| 4     | Walter Schwoche (MTV Hildesheim)       | 4:07:02  |
| 5     | Torsten Zervas (Eintracht Frankfurt)   | 4:07:50  |
| 6     | Karl Degener (VfL Wolfsburg)           | 4:09:12  |
| 7     | Fritz Helms (Meiendorfer SV)           | 4:12:42  |
| 8     | Reiner Driesen (LG Düsseldorf)         | 4:13:01  |

Datum: 24. April
fand in Eschborn statt

### 50-km-Gehen, Mannschaftswertung
| Platz | Verein, Besetzung                                                            | Zeit (h) |
| ----- | ---------------------------------------------------------------------------- | -------- |
| 1     | LAC Quelle Fürth (Alfons Schwarz, Robert Mildenberger, Wolfgang Wiedemann)   | 12:26:19 |
| 2     | Eintracht Frankfurt I (Torsten Zervas, Hans Michalski, Heinrich Hänsel)      | 12:54:50 |
| 3     | Meiendorfer SV (Fritz Helms, Braun, Steinhardt)                              | 13:50:15 |
| 4     | LG Boppard / Bad Salzig (Gerd Birnstock, Michael Tryankowski, Roland Kromin) | 14:35:30 |
| 5     | Eintracht Frankfurt II (Peter Eisfeller, Helmut Teutsch, Uwe Munzert)        | 15:03:36 |

Datum: 24. April
fand in Eschborn statt
nur 5 Mannschaften in der Wertung

### Hochsprung
| Platz | Athlet, Verein                            | Höhe (m) |
| ----- | ----------------------------------------- | -------- |
| 1     | Dietmar Mögenburg (OSC Berlin)            | 2,25     |
| 2     | Gerd Nagel (Eintracht Frankfurt)          | 2,25     |
| 3     | Andre Schneider-Laub (TV Wattenscheid 01) | 2,22     |
| 4     | Bernhard Bensch (LC Paderborn)            | 2,22     |
| 5     | Ralf Sonn (TSG Weinheim)                  | 2,22     |
| 6     | Volker Wieland (TG Heilbronn)             | 2,16     |
| 7     | Uwe Martin (LG Frankfurt)                 | 2,13     |
| 8     | Manfred Glanz (LG Bayer Leverkusen)       | 2,13     |

Datum: 24. Juli

### Stabhochsprung
| Platz | Athlet, Verein                                | Höhe (m) |
| ----- | --------------------------------------------- | -------- |
| 1     | Władysław Kozakiewicz (TK Hannover)           | 5,40     |
| 2     | Bernhard Zintl (LG München)                   | 5,30     |
| 3     | Jürgen Winkler (TV Wattenscheid 01)           | 5,30     |
| 4     | Gerhard Schmidt (SV Saar 05 Saarbrücken)      | 5,20     |
| 4     | Peter Volmer (TV Wattenscheid 01)             | 5,20     |
| 6     | Markus Ellinger (TG Heilbronn)                | 5,00     |
| 6     | Volker Schuler (SG Ulm)                       | 5,00     |
| 8     | Ralf Schneider (LAV Bayer Uerdingen/Dormagen) | 5,00     |

Datum: 23. Juli

### Weitsprung
| Platz | Athlet, Verein                            | Weite (m) |
| ----- | ----------------------------------------- | --------- |
| 1     | Dietmar Haaf (SV Salamander Kornwestheim) | 7,83      |
| 2     | Christian Thomas (TV Heppenheim)          | 7,82      |
| 3     | Heiko Reski (LG Bayer Leverkusen)         | 7,73      |
| 4     | Michael Becker (TV Wattenscheid 01)       | 7,56      |
| 5     | Peter Rouhi (Eintracht Frankfurt)         | 7,53      |
| 6     | Joakirn Assenmacher (USC Mainz)           | 7,53      |
| 7     | Andreas Schlindwein (TV Wattenscheid 01)  | 7,44      |
| 8     | Jürgen Hein (SV Salamander Kornwestheim)  | 7,37      |

Datum: 23. Juli

### Dreisprung
| Platz | Athlet, Verein                          | Weite (m) |
| ----- | --------------------------------------- | --------- |
| 1     | Wolfgang Knabe (TV Wattenscheid 01)     | 17,31     |
| 2     | Wolfgang Zinser (TV Wattenscheid 01)    | 17,00     |
| 3     | Wolfgang Mai (FC Schalke 04)            | 16,39     |
| 4     | Kersten Wolter (LG Hammer Park Hamburg) | 16,29     |
| 5     | Peter Bräuer (TV Gelnhausen)            | 16,06     |
| 6     | Karsten Stephan (TV Wattenscheid 01)    | 15,56     |
| 7     | Martin Hoffmann (TK Hannover)           | 15,54     |
| 8     | Hrvoje Verzi (SC Eintracht Hamm)        | 15,48     |

Datum: 23. Juli

### Kugelstoßen
| Platz | Athlet, Verein                            | Weite (m) |
| ----- | ----------------------------------------- | --------- |
| 1     | Karsten Stolz (TV Wattenscheid 01)        | 20,18     |
| 2     | Wolfgang Schmidt (Stuttgarter Kickers)    | 19,41     |
| 3     | Udo Gelhausen (LG Bayer Leverkusen)       | 19,37     |
| 4     | Kalman Konya (SV Salamander Kornwestheim) | 19,21     |
| 5     | Michael Mertens (LC Paderborn)            | 18,39     |
| 6     | Peter Kassubek (LG Bayer Leverkusen)      | 18,20     |
| 7     | Oliver Dück (TSV 1860 München)            | 17,70     |
| 8     | Stefan Schröfel (LG Frankfurt)            | 17,67     |

Datum: 24. Juli

### Diskuswurf
| Platz | Athlet, Verein                         | Weite (m) |
| ----- | -------------------------------------- | --------- |
| 1     | Rolf Danneberg (LG Wedel Pinneberg)    | 67,20     |
| 2     | Wolfgang Schmidt (Stuttgarter Kickers) | 65,08     |
| 3     | Alwin Wagner (USC Mainz)               | 64,70     |
| 4     | Wulf Brunner (TV Gelnhausen)           | 63,66     |
| 5     | Alois Hannecker (MTV Ingolstadt)       | 61,82     |
| 6     | Werner Hartmann (TV Wattenscheid 01)   | 61,12     |
| 7     | Carsten Kufahl (OSC Thier Dortmund)    | 60,00     |
| 8     | Olaf Többen (LG Bayer Leverkusen)      | 57,08     |

Datum: 23. Juli

### Hammerwurf
| Platz | Athlet, Verein                        | Weite (m) |
| ----- | ------------------------------------- | --------- |
| 1     | Heinz Weis (LG Bayer Leverkusen)      | 79,58     |
| 2     | Norbert Radefeld (VfL Wolfsburg)      | 77,48     |
| 3     | Jörg Schaefer (TV Wattenscheid 01)    | 76,44     |
| 4     | Klaus Ploghaus (LG Bayer Leverkusen)  | 75,94     |
| 5     | Christoph Sahner (TV Wattenscheid 01) | 73,76     |
| 6     | Marc Odenthal (LG Bayer Leverkusen)   | 71,72     |
| 7     | Mario Tschierschwitz (LG Süd Berlin)  | 68,96     |
| 8     | Claus Dethloff (MTV Lübeck)           | 68,72     |

Datum: 24. Juli

### Speerwurf
| Platz | Athlet, Verein                        | Weite (m) |
| ----- | ------------------------------------- | --------- |
| 1     | Peter Blank (LG Frankfurt)            | 80,84     |
| 2     | Peter Schreiber (LG Bayer Leverkusen) | 75,42     |
| 3     | Knut Hempel (Hamburger SV)            | 75,14     |
| 4     | Andreas Linden (Rot-Weiß Koblenz)     | 72,80     |
| 5     | Wolfram Gambke (LG Wedel-Pinneberg)   | 72,60     |
| 6     | Stefan König (TV Wattenscheid 01)     | 72,18     |
| 7     | Michael Messerer (MTV Ingolstadt)     | 69,26     |
| 8     | Klaus-Peter Schneider (LG Frankfurt)  | 67,34     |

Datum: 24. Juli

### Zehnkampf
| Platz | Athlet, Verein                               | Leistung (Pkte) |
| ----- | -------------------------------------------- | --------------- |
| 1     | Rainer Sonnenburg (LG Wedel Pinneberg)       | 8025            |
| 2     | Karl-Heinz Fichtner (LC Olympiapark München) | 8000            |
| 3     | Gerald Borchert (Hamburger SV)               | 7887            |
| 4     | Norbert Demmel (SG Ulm)                      | 7782            |
| 5     | Bruno Chirco (LC Olympiapark München)        | 7779            |
| 6     | Christian Deick (USC Mainz)                  | 7767            |
| 7     | Michael Rückel (Eintracht Frankfurt)         | 7760            |
| 8     | Jürgen Hoppe (LAV Bayer Uerdingen/Dormagen)  | 7576            |

Datum: 9./10. Juli
fand in Rhede statt

### Zehnkampf, Mannschaftswertung
| Platz | Verein, Besetzung                                                          | Leistung (Pkte) |
| ----- | -------------------------------------------------------------------------- | --------------- |
| 1     | LC Olympiapark München (Karl-Heinz Fichtner, Bruno Chirco, Stefan Winkler) | 22.904          |
| 2     | SG Ulm (Norbert Demmel, Ralf Oberhofer, Hans-Joachim Häberle)              | 22.331          |
| 3     | Hamburger SV (Gerald Borchert, Torsten Bielert, Andreas Kortmann)          | 22.101          |
| 4     | ASV Sankt Augustin (Schade, Hohaus, Euskirchen)                            | 21.730          |

Datum: 9./10. Juli
fand in Rhede statt

### CrosslaufMittelstrecke –3,4 km
| Platz | Athlet, Verein                       | Zeit (min) |
| ----- | ------------------------------------ | ---------- |
| 1     | Uwe Mönkemeyer (TV Wattenscheid 01)  | 10:51      |
| 2     | Steffen Brand (TV Wattenscheid 01)   | 10:54      |
| 3     | Klaus Heiserer (Stuttgarter Kickers) | 10:56      |
| 4     | Götz Verdieck (Hamburger SV)         | 10:56      |
| 5     | Volker Welzel (TV Wattenscheid 01)   | 10:58      |
| 6     | Uwe Becker (VfL Wolfsburg)           | 11:00      |
| 7     | Thomas Marx (ASV Köln)               | 11:01      |
| 8     | Klaus Piepel (DJK Agon Düsseldorf)   | 11:02      |

Datum: 12. März
fand in Waiblingen statt

### CrosslaufMittelstrecke –3,4 km, Mannschaftswertung
| Platz | Verein, Besetzung                                                     | Platzziffer |
| ----- | --------------------------------------------------------------------- | ----------- |
| 1     | TV Wattenscheid 01 (Uwe Mönkemeyer, Steffen Brand, Volker Welzel)     | 008         |
| 2     | LG Frankfurt (Ulrich Keil, Peter Wagner, Tölke)                       | 073         |
| 3     | TV Bad Bergzabern (Michael Spindler, Stephan Werling, Markus Schwamm) | 073         |
| 4     | Stuttgarter Kickers (Klaus Heiserer, Kai Röcker, Klaus Löffler)       | 078         |
| 5     | VfL Wolfsburg (Uwe Becker, Dehlke, Wolfgang Schreiber)                | 091         |
| 6     | DJK Agon Düsseldorf (Klaus Piepel, Lüchtefeld, Ulrich Schmitz)        | 110         |
| 7     | ASV Köln (Thomas Marx, Günter Ziwey, Peter Orthen)                    | 119         |
| 8     | ASC Darmstadt (Ralf Eckert, Dominik Burkhardt, Veit Rohde)            | 120         |

Datum: 12. März
fand in Waiblingen statt

### CrosslaufLangstrecke –10,2 km
| Platz | Athlet, Verein                                | Zeit (min) |
| ----- | --------------------------------------------- | ---------- |
| 1     | Christoph Herle (VfL Waldkraiburg)            | 33:18      |
| 2     | Konrad Dobler (VfL Waldkraiburg)              | 33:25      |
| 3     | Engelbert Franz (VfL Waldkraiburg)            | 33:29      |
| 4     | Michael Scheytt (LAC München)                 | 33:50      |
| 5     | Rainer Schwarz (LC Buchendorf)                | 34:06      |
| 6     | Stefan Jäger (SV Salamander Kornwestheim)     | 34:16      |
| 7     | Martin Grüning (LAV Bayer Uerdingen/Dormagen) | 34:24      |
| 8     | Rüdiger Grunwald (Stuttgarter Kickers)        | 34:39      |

Datum: 12. März
fand in Waiblingen statt

### CrosslaufLangstrecke –10,2 km, Mannschaftswertung
| Platz | Verein, Besetzung                                                    | Platzziffer |
| ----- | -------------------------------------------------------------------- | ----------- |
| 1     | VfL Waldkraiburg I (Christoph Herle, Konrad Dobler, Engelbert Franz) | 006         |
| 2     | LAC München (Michael Scheytt, Winfried Prohl, Michael Spöttel)       | 053         |
| 3     | LG Bayer Leverkusen (Axel Hardy, Mathias Kohls, Ernst Ludwig)        | 061         |
| 4     | LC Buchendorf (Rainer Schwarz, Dieter Ranftl, Günter Schmitt)        | 073         |
| 5     | LG Frankfurt (Jürgen Dächert, Dirk Bischoff, Hans-Joachim Herrmann)  | 076         |
| 6     | VfL Waldkraiburg II (Stefan Pichler, Udo Reh, Joachim Heim)          | 080         |
| 7     | SV Salamander Kornwestheim (Stefan Jäger, Baumann, Schiebel)         | 099         |
| 8     | PSV Grün-Weiß Kassel (Reiner Gutschank, Peter Dallmann, Klaholz)     | 122         |

Datum: 12. März
fand in Waiblingen statt

### Berglauf11,5km
| Platz | Athlet, Verein                      | Zeit (min) |
| ----- | ----------------------------------- | ---------- |
| 1     | Charly Doll (Freiburger FC)         | 40:25      |
| 2     | Wolfgang Münzel (LG Frankfurt)      | 40:56      |
| 3     | Meinrad Beha (FC Unterkirnach)      | 41:07      |
| 4     | Robert Dreher (Post-SG Stuttgart)   | 41:24      |
| 5     | Anton Hauser (LG Ruhpolding-Bergen) | 41:27      |
| 6     | Dieter Ranftl (LC Buchendorf)       | 41:41      |
| 7     | Georg Rauchenberger (LC Oberland)   | 41:46      |
| 8     | Josef Stangl (FTSV Straubing)       | 42:24      |

Datum: 1. Oktober
fand in Bühlertal im Schwarzwald im Rahmen des Hundseck-Berglaufs statt

## Meisterschaftsresultate Frauen

### 100 m
| Platz | Athletin, Verein                              | Zeit (s) |
| ----- | --------------------------------------------- | -------- |
| 1     | Ulrike Sarvari (VfL Sindelfingen)             | 11,28    |
| 2     | Andrea Thomas, geb. Bersch (VfL Sindelfingen) | 11,35    |
| 3     | Sabine Richter (Eintracht Frankfurt)          | 11,50    |
| 4     | Silke-Beate Knoll (SC Eintracht Hamm)         | 11,63    |
| 5     | Mechthild Kluth (SC Eintracht Hamm)           | 11,66    |
| 6     | Resi März, geb. Fischer (MTV Ingolstadt)      | 11,73    |
| 7     | Bianca Betz (LG Bayer Leverkusen)             | 11,77    |
| 8     | Anke Köninger (VfL Sindelfingen)              | 11,91    |

Datum: 22. Juli
Wind: +0,6 m/s

### 200 m
| Platz | Athletin, Verein                              | Zeit (s) |
| ----- | --------------------------------------------- | -------- |
| 1     | Andrea Thomas, geb. Bersch (VfL Sindelfingen) | 22,82    |
| 2     | Ute Thimm, geb. Finger (TV Wattenscheid 01)   | 23,00    |
| 3     | Helga Arendt (SC Eintracht Hamm)              | 23,13    |
| 4     | Silke-Beate Knoll (SC Eintracht Hamm)         | 23,23    |
| 5     | Karin Janke (VfL Wolfsburg)                   | 23,60    |
| 6     | Kerstin Poltrock (LC Paderborn)               | 23,63    |
| 7     | Sabine Richter (Eintracht Frankfurt)          | 23,68    |
| 8     | Ina Cordes (LAV Bayer Uerdingen/Dormagen)     | 23,72    |

Datum: 24. Juli
Wind: −0,2 m/s

### 400 m
| Platz | Athletin, Verein                            | Zeit (s) |
| ----- | ------------------------------------------- | -------- |
| 1     | Helga Arendt (SC Eintracht Hamm)            | 50,77    |
| 2     | Ute Thimm, geb. Finger (TV Wattenscheid 01) | 51,33    |
| 3     | Karin Janke (VfL Wolfsburg)                 | 52,59    |
| 4     | Hildegard Grütter (LAZ bellanett Rhede)     | 54,05    |
| 5     | Nicole Leistenschneider (Berliner SC)       | 54,22    |
| 6     | Ines Conradi (LG Nord Berlin)               | 54,76    |
| 7     | Karin Lehmann (TV Konstanz)                 | 55,10    |
| DNS   | Michaela Schabinger (MTV Ingolstadt)        |          |

Datum: 23. Juli

### 800 m
| Platz | Athletin, Verein                        | Zeit (min) |
| ----- | --------------------------------------- | ---------- |
| 1     | Gabriela Lesch (Eintracht Frankfurt)    | 2:02,07    |
| 2     | Ute Lix (TV Gelnhausen)                 | 2:04,45    |
| 3     | Astrid Bartels (LG Nordwest Hamburg)    | 2:04,77    |
| 4     | Rita Marquardt (LC Olympiapark München) | 2:05,45    |
| 5     | Sonja Kaufmann (ASV Köln)               | 2:05,92    |
| 6     | Ingrid Behrens (TK Hannover)            | 2:06,02    |
| 7     | Angela Wilhelm (SCC Berlin)             | 2:09,48    |
| DNF   | Brigitte Brückner (MTV Ingolstadt)      |            |

Datum: 24. Juli

### 1500 m
| Platz | Athletin, Verein                            | Zeit (min) |
| ----- | ------------------------------------------- | ---------- |
| 1     | Vera Michallek, geb. Steiert (LG Frankfurt) | 4:12,41    |
| 2     | Brigitte Kraus (ASV Köln)                   | 4:15,84    |
| 3     | Susanne Niemeyer (TG Schweinfurt)           | 4:23,68    |
| 4     | Gabriele Schwarzbauer (MTV Ingolstadt)      | 4:24,02    |
| 5     | Claudia Metzner (OSC Thier Dortmund)        | 4:24,06    |
| 6     | Heidrun Vetter (LG Frankfurt)               | 4:26,27    |
| 7     | Annette Hüls (TV Detmold)                   | 4:26,42    |
| 8     | Kerstin Winckler (Kieler TB)                | 4:27,30    |

Datum: 23. Juli

### 3000 m
| Platz | Athletin, Verein                            | Zeit (min) |
| ----- | ------------------------------------------- | ---------- |
| 1     | Vera Michallek, geb. Steiert (LG Frankfurt) | 9:05,77    |
| 2     | Claudia Borgschulze (SC Eintracht Hamm)     | 9:07,44    |
| 3     | Sabine Kunkel (VfL Wolfsburg)               | 9:10,87    |
| 4     | Sigrid Wennmar (LG Gütersloh)               | 9:15,65    |
| 5     | Kerstin Preßler (Neuköllner Sportfreunde)   | 9:16,36    |
| 6     | Sabine Mann (ASV Köln)                      | 9:16,97    |
| 7     | Heike Wirdemann (LG Nordwest Hamburg)       | 9:16,56    |
| 8     | Claudia Imerz (VfL Waiblingen)              | 9:22,09    |

Datum: 24. Juli

### 10.000 m
| Platz | Athletin, Verein                               | Zeit (min) |
| ----- | ---------------------------------------------- | ---------- |
| 1     | Kerstin Preßler (Neuköllner Sportfreunde)      | 33:31,37   |
| 2     | Claudia Borgschulze (SC Eintracht Hamm)        | 33:43,36   |
| 3     | Antje Winkelmann (LG Göttingen)                | 34:10,05   |
| 4     | Iris Biba (DJK Freigericht)                    | 34:27,17   |
| 5     | Astrid Schmidt (LAV Aschaffenburg)             | 34:27,75   |
| 6     | Charlotte Teske, geb. Bernhard (ASC Darmstadt) | 34:31,32   |
| 7     | Annabel Holtkamp (ASV Köln)                    | 35:11,67   |
| 8     | Gabriela Wolf (LAV co op Dortmund)             | 35:15,44   |

Datum: 22. Juli

### 15-km-Straßenlauf
| Platz | Athletin, Verein                                                    | Zeit (min) |
| ----- | ------------------------------------------------------------------- | ---------- |
| 1     | Christa Vahlensieck, geb. Kofferschläger (Barmer TV 1846 Wuppertal) | 51:31      |
| 2     | Iris Biba (DJK Freigericht)                                         | 52:16      |
| 3     | Annabel Holtkamp (ASV Köln)                                         | 52:53      |
| 4     | Ursula Starke (LG Seesen)                                           | 53:20      |
| 5     | Britta Lorch (LG Bayer Leverkusen)                                  | 53:33      |
| 6     | Dagmar Knudsen (LAV Husum)                                          | 53:51      |
| 7     | Beate Waeber (LG Regensburg)                                        | 54:07      |
| 8     | Christiane Leukel (LG Andernach-Neuwied)                            | 54:12      |

Datum: 11. September
fand in Herten-Bertlich statt

### 15-km-Straßenlauf, Mannschaftswertung
| Platz | Verein, Besetzung                                                 | Zeit (h) |
| ----- | ----------------------------------------------------------------- | -------- |
| 1     | LG Bayer Leverkusen (Britta Lorch, Sabine Knetsch, Silvia Merten) | 2:43:22  |
| 2     | LG Seesen (Ursula Starke, Doris Grossert, Karola Weiglein)        | 2:46:04  |
| 3     | SKV Eglosheim (Veronika Manz, Inge Röhrnbacher, Sabine Kauf)      | 2:49:10  |
| 4     | SCC Berlin (Edith Krause, Silvia Wilhelm, Andrea Knapp)           | ?        |
| 5     | TV Wattenscheid 01 (Marion Götte, Schrögl, Thiel)                 | 2:51:23  |
| 6     | ESV Münster (Alexandra Imkamp, Gabriele Wehr, C. Götz)            | 2:55:42  |
| 7     | OSC Thier Dortmund (Tanja Kalinowski, Antje Pohlmann, Vielhaber)  | 2:55:51  |
| 8     | ASC Rosellen/Neuss (Ute Jenke, Ayla Tosun, Maria Nunner)          | 2:56:41  |

Datum: 11. September
fand in Herten-Bertlich statt

### Marathon
| Platz | Athletin, Verein                               | Zeit (h) |
| ----- | ---------------------------------------------- | -------- |
| 1     | Charlotte Teske, geb. Bernhard (ASC Darmstadt) | 2:30:23  |
| 2     | Kerstin Preßler (Neuköllner Sportfreunde)      | 2:30:27  |
| 3     | Gabriela Wolf (LAV co op Dortmund)             | 2:31:56  |
| 4     | Ursula Starke (LG Seesen)                      | 2:35:26  |
| 5     | Dagmar Knudsen (LAV Husum)                     | 2:36:48  |
| 6     | Sigrid Wulsch (SV Menden 1864)                 | 2:39:31  |
| 7     | Annabel Holtkamp (ASV Köln)                    | 2:39:51  |
| 8     | Petra Liebertz (VfL Wolfsburg)                 | 2:40:48  |

Datum: 24. April
fand im Rahmen des Hamburg-Marathons statt

### Marathon, Mannschaftswertung
| Platz | Verein, Besetzung                                                     | Zeit (h) |
| ----- | --------------------------------------------------------------------- | -------- |
| 1     | LAV co op Dortmund (Gabriela Wolf, Jutta Karsch, Bernadette Hudy)     | 8:12:05  |
| 2     | SKV Eglosheim (Inge Röhrnbacher, Monika Bösing, Sabine Kauf)          | 8:18:28  |
| 3     | LG Seesen (Ursula Starke, Doris Grossert, Gudrun Tünnermann)          | 8:36:34  |
| 4     | ASC Rosellen/Neuss (Ayla Tosun, Ute Jenke, Maria Nunner)              | 8:45:43  |
| 5     | LAV Hamburg Nord (Marlis Schröder, Renate Heinisch, Anneliese Reuter) | 8:51:00  |
| 6     | SCC Berlin (Silvia Wilhelm, Christel Heine, Susanne Otto)             | 8:56:47  |
| 7     | LG München (Barbara Knefel, Panagiota Müller, Rosemarie Appler)       | 9:03:31  |
| 8     | TSV Bemerode (Angelika Asche, Eva Friedrich, Gudrun Holz)             | 9:19:52  |

Datum: 24. April
fand im Rahmen des Hamburg-Marathons statt

### 100-km-Straßenlauf
| Platz | Athletin, Verein                          | Zeit (h) |
| ----- | ----------------------------------------- | -------- |
| 1     | Birgit Lennartz (ASV Sankt Augustin)      | 7:42:00  |
| 2     | Dr. Iris Reuter (SSC Hanau-Rodenbach)     | 7:56:20  |
| 3     | Dr. Sigrid Lomsky (SCC Berlin)            | 8:13:20  |
| 4     | Liane Winter (VfL Wolfsburg)              | 8:40:40  |
| 5     | Gisela Schneider-Endroweit (TuS Iserlohn) | 8:46:20  |
| 6     | Monika Kuno (OSC Hoechst)                 | 8:48:56  |
| 7     | Gudrun Müller (IGL Reutlingen)            | 9:05:50  |
| 8     | Ute Jurytko (TV Müllheim)                 | 9:23:55  |

Datum: 8. Oktober
fand in Hamm-Heessen statt

### 100 m Hürden
| Platz | Athletin, Verein                                 | Zeit (s) |
| ----- | ------------------------------------------------ | -------- |
| 1     | Claudia Zaczkiewicz, geb. Reidick (MTG Mannheim) | 12,87    |
| 2     | Ulrike Denk (LG Bayer Leverkusen)                | 12,95    |
| 3     | Gabi Lippe (MTG Mannheim)                        | 13,10    |
| 4     | Angelika Kuhmann (LAC Quelle Fürth)              | 13,27    |
| 5     | Silke Nahler (LG Nordwest Hamburg)               | 13,48    |
| 6     | Kerstin Poltrock (LC Paderborn)                  | 13,51    |
| 7     | Sabine Braun (TV Wattenscheid 01)                | 13,70    |
| 8     | Karen Jung (TK Grevenbroich)                     | 13,73    |

Datum: 23. Juli
Wind: −0,5 m/s

### 400 m Hürden
| Platz | Athletin, Verein                      | Zeit (s) |
| ----- | ------------------------------------- | -------- |
| 1     | Gudrun Abt (TSV Genkingen)            | 55,16    |
| 2     | Sabine Alber (LG Kappelberg)          | 56,75    |
| 3     | Sandra Seuser (SC Brandenburg Berlin) | 57,13    |
| 4     | Christiane Beinhauer (ASC Darmstadt)  | 57,37    |
| 5     | Ulrike Heinz (USC Freiburg)           | 58,51    |
| 6     | Iris Gauch (TSG Wiesloch)             | 59,20    |
| 7     | Margit Grötzinger (VfL Sindelfingen)  | 59,23    |
| 8     | Petra Fix (TSV Riederich)             | 59,41    |

Datum: 24. Juli

### 4 × 100 m Staffel
| Platz | Verein, Besetzung                                                                               | Zeit (s) |
| ----- | ----------------------------------------------------------------------------------------------- | -------- |
| 1     | VfL Sindelfingen (Margrit Schiller, Anke Köninger, Andrea Thomas – geb. Bersch, Ulrike Sarvari) | 43,52    |
| 2     | SC Eintracht Hamm (Andrea Hannemann, Mechthild Kluth, Silke-Beate Knoll, Andrea Arendt)         | 43,58    |
| 3     | LAV Bayer Uerdingen/Dormagen (Steffen, Ina Cordes, Britta Knickenberg, Karin Wiesel)            | 45,34    |
| 4     | USC Mainz (Ute Siebertz, Simone Haja, Christine Elsner, Monika Hirsch)                          | 45,52    |
| 5     | OSC Berlin (Regina Linck, Astrid Ortel, Heike Ulbrich, Eva Münker)                              | 45,80    |
| 6     | SG Ulm (Manuela Felgenhauer, Andrea Schmidt, Claudia Bromm, Katharina Gaus)                     | 45,90    |
| 7     | LG Nordwest Hamburg (Ines Schmidt – geb. Geipel, Babett Fuchs, Stephanie Hühn, Silke Nahler)    | 46,38    |
| 8     | LAC Quelle Fürth (Gudrun Lattner, Ulrike Sommer, Anne Hager, Angelika Kuhmann)                  | 46,41    |

Datum: 23. Juli

### 4 × 400 m Staffel
| Platz | Verein, Besetzung                                                                  | Zeit (min) |
| ----- | ---------------------------------------------------------------------------------- | ---------- |
| 1     | SC Eintracht Hamm (Mechthild Kluth, Silke-Beate Knoll, Gaby Bußmann, Helga Arendt) | 3:35,24    |
| 2     | LG Kappelberg (Heike Bek, Silke Fischer, Astrid Rinklef, Sabine Alber)             | 3:40,55    |
| 3     | LG Nord Berlin (Cornelia Bahls, Claudia Beulke, Marlies Keil, Ines Conradi)        | 3:40,88    |
| 4     | VfL Wolfsburg (Skamrahl, Martens, Birgit Leinemann, Karin Janke)                   | 3:41,53    |
| 5     | TV Konstanz (Sabine Düsseldorf, Petra Höfler, Birgit Kadletz, Katrin Lehmann)      | 3:42,98    |
| 6     | OSC Thier Dortmund (Lampe, Koslowski, Zimmek, Steinrötter)                         | 3:44,16    |
| 7     | Berliner SC (Dominique Schadebach, Brokoff, C. Kirch, Nicole Leistenschneider)     | 3:48,04    |
| 8     | LT Hannover (Silke Sergel, Goltermann, Hempel, Karen Schiefer)                     | 3:51,24    |

Datum: 24. Juli

### 3 × 800 m Staffel
| Platz | Verein, Besetzung                                                            | Zeit (min) |
| ----- | ---------------------------------------------------------------------------- | ---------- |
| 1     | ASV Köln (Roswitha Gerdes, Sonja Kaufmann, Brigitte Kraus)                   | 6:19,08    |
| 2     | Eintracht Frankfurt (Maren Isigkeit, Uta Eckhardt, Gabriela Lesch)           | 6:25,58    |
| 3     | LG Nord Berlin (Mann, Claudia Beulke, Cornelia Bahls)                        | 6:28,45    |
| 4     | LC Olympiapark München (Elke Schelmbauer, Birgit Wiedenmann, Rita Marquardt) | 6:31,75    |
| 5     | LG Göttingen (Christiane Finke, Almut Potschka, Antje Winkelmann)            | 6:34,18    |
| 6     | TV Wattenscheid 01 (Thiel, Schulte, Tüshaus)                                 | 6:35,19    |
| 7     | LAC Quelle Fürth (Ute Schmaus, Ackermann, Ute Haak)                          | 6:36,54    |
| 8     | Karlsruher FV (Seith, Ortag, Bettina Kersten)                                | 6:37,51    |

Datum: 10. Juli
fand in Lübeck im Rahmen der Deutschen Jugendmeisterschaften statt

### 10 km Gehen
| Platz | Athletin, Verein                           | Zeit (min) |
| ----- | ------------------------------------------ | ---------- |
| 1     | Barbara Kollorz (LG OSC/TSG Osnabrück)     | 49:24      |
| 2     | Catrin Rudolph (Eintracht Frankfurt)       | 49:26      |
| 3     | Brigitte Buck (LG Mainburg-Niederaichbach) | 49:47      |
| 4     | Andrea Brückmenn (LAZ Lahn-Aar-Diez)       | 50:09      |
| 5     | Renate Warz (LG Mainburg-Niederaichbach)   | 50:24      |
| 6     | Adelheid Zschieschang (LAV co op Dortmund) | 50:56      |
| 7     | Ingrid Adam (LG Düsseldorf)                | 51:50      |
| 8     | Barbara Landkauf (SKV Eglosheim)           | 51:53      |

Datum: 24. April
fand in Eschborn statt

### 10 km Gehen, Mannschaftswertung
| Platz | Verein, Besetzung                                                              | Zeit (h) |
| ----- | ------------------------------------------------------------------------------ | -------- |
| 1     | LG Mainburg-Niederaichbach (Brigitte Buck, Renate Warz, Gabi Daffner)          | 2:34:45  |
| 2     | LAV coop Dortmund I (Adelheid Zschieschang, Cirsten Verleger, Margot Jessat)   | 2:39:32  |
| 3     | TV 1846 Groß-Gerau I (Leni Demmel, Ellen Maus, Nicole Best)                    | 2:47:36  |
| 4     | LG Braunschweig (Gabriele Kutze, Edith Kuchenbecker, Ulrike Hartmann)          | 2:49:58  |
| 5     | LG Düsseldorf (Ingrid Adam, Girards, Zimmermann)                               | 2:57:47  |
| 6     | TV 1846 Groß-Gerau II (Brigitte Berger, Ullrich, Susanne Stein)                | 2:59:53  |
| 7     | LAV co op Dortmund II (U. Zschieschang, Daniela Jessat, Franz)                 | 3:02:16  |
| 8     | Turnverein Hassee-Winterbek Kiel (Regine Broders, Regina Meinlschmidt, Theule) | 3:04:36  |

Datum: 24. April
fand in Eschborn statt

### Hochsprung
| Platz | Athletin, Verein                             | Höhe (m) |
| ----- | -------------------------------------------- | -------- |
| 1     | Heike Redetzky (LG Bayer Leverkusen)         | 1,97     |
| 2     | Silvia Oswald (LAV Bayer Uerdingen/Dormagen) | 1,88     |
| 3     | Christiane Mergemann (MTV Celle)             | 1,88     |
| 4     | Ute Henning (ASV Köln)                       | 1,85     |
| 5     | Marion Goldkamp (ASV Köln)                   | 1,85     |
| 6     | Helene Klimek (LT Hannover)                  | 1,82     |
| 7     | Bettina Braag (LG Gevelsberg-Schwelm)        | 1,82     |
| 8     | Antje Schmuck (LG Bayer Leverkusen)          | 1,82     |

Datum: 23. Juli

### Weitsprung
| Platz | Athletin, Verein                       | Weite (m) |
| ----- | -------------------------------------- | --------- |
| 1     | Andrea Hannemann (SC Eintracht Hamm)   | 6,55      |
| 2     | Stephanie Hühn (LG Nordwest Hamburg)   | 6,45      |
| 3     | Silke Harms (TV Stelle)                | 6,39      |
| 4     | Andrea Breder (SV Saar 05 Saarbrücken) | 6,23      |
| 5     | Babett Fuchs (LG Nordwest Hamburg)     | 6,19      |
| 6     | Antje Walter (Kieler TB)               | 6,18      |
| 7     | Andrea Schilles (TV Bühl)              | 6,17      |
| 8     | Monika Hirsch (USC Mainz)              | 6,10      |

Datum: 23. Juli

### Kugelstoßen
| Platz | Athletin, Verein                         | Weite (m) |
| ----- | ---------------------------------------- | --------- |
| 1     | Claudia Losch (LAC Quelle Fürth)         | 19,84     |
| 2     | Stephanie Storp (TV Wattenscheid 01)     | 19,73     |
| 3     | Vera Schmidt (MTV Ingolstadt)            | 19,46     |
| 4     | Iris Plotzitzka (LC Olympiapark München) | 19,36     |
| 5     | Sabine Kruse (Stuttgarter Kickers)       | 18,10     |
| 6     | Birgit Petsch (LG Bayer Leverkusen)      | 16,06     |
| 7     | Katja Weiser (TS Lichtenfels)            | 15,93     |
| 8     | Agnes Deselaers (TV Aldekerk)            | 15,40     |

Datum: 24. Juli

### Diskuswurf
| Platz | Athletin, Verein                       | Weite (m) |
| ----- | -------------------------------------- | --------- |
| 1     | Dagmar Galler (LG Bayer Leverkusen)    | 62,60     |
| 2     | Barbara Beuge (MTV Ingolstadt)         | 59,52     |
| 3     | Ursula Kreutel (Stuttgarter Kickers)   | 58,76     |
| 4     | Ingrid Belz (LG Kappelberg)            | 58,42     |
| 5     | Vera Schmidt (MTV Ingolstadt)          | 55,58     |
| 6     | Sabine Kruse (Stuttgarter Kickers)     | 51,25     |
| 7     | Agnes Deselaers (TV Aldekerk)          | 50,12     |
| 8     | Silke Hachenberg (LG Bayer Leverkusen) | 49,08     |

Datum: 23. Juli

### Speerwurf
| Platz | Athletin, Verein                                | Weite (m) |
| ----- | ----------------------------------------------- | --------- |
| 1     | Ingrid Thyssen (LG Bayer Leverkusen)            | 63,68     |
| 2     | Brigitte Graune (LG Bayer Leverkusen)           | 62,84     |
| 3     | Manuela Alizadeh (LAV Bayer Uerdingen/Dormagen) | 60,90     |
| 4     | Beate Peters (TV Wattenscheid 01)               | 57,84     |
| 5     | Konstanze Zahn (LG Bayer Leverkusen)            | 54,62     |
| 6     | Monika Bresler (LAC Quelle Fürth)               | 50,78     |
| 7     | Anja Koslowski (LG Bayer Leverkusen)            | 50,66     |
| 8     | Rita Knoll (MTV Ingolstadt)                     | 47,98     |

Datum: 23. Juli

### Siebenkampf
| Platz | Athletin, Verein                             | Leistung (Pkte) |
| ----- | -------------------------------------------- | --------------- |
| 1     | Sabine Everts (LAV Bayer Uerdingen/Dormagen) | 6306            |
| 2     | Birgit Clarius (MTV Ingolstadt)              | 6204            |
| 3     | Sabine Braun (TV Wattenscheid 01)            | 6202            |
| 4     | Christine Höss (SG Friedberg-Schwaben)       | 5948            |
| 5     | Claudia Dickow (Kieler TB)                   | 5862            |
| 6     | Renate Pfeil (LG Bayer Leverkusen)           | 5857            |
| 7     | Antje Schmuck (LG Bayer Leverkusen)          | 5809            |
| 8     | Stefanie Hühn (LG Nordwest Hamburg)          | 5747            |

Datum: 9./10. Juli
fand in Rhede statt

### Siebenkampf, Mannschaftswertung
| Platz | Verein, Besetzung                                                           | Leistung (Pkte) |
| ----- | --------------------------------------------------------------------------- | --------------- |
| 1     | LG Bayer Leverkusen I (Renate Pfeil, Antje Schmuck, Dagmar Federwisch)      | 17.276          |
| 2     | LAV Bayer Uerdingen/Dormagen (Sabine Everts, Karin Wiesel, Christiane Blum) | 16.961          |
| 3     | LG Nordwest Hamburg (Stefanie Hühn, Ute Niendorf, Schmidt)                  | 16.650          |
| 4     | LG Bayer Leverkusen II (Heidrun Wellhöfer, Anke Straschewski, Dieckhoff)    | 16.065          |
| 5     | Kieler TB (Claudia Dickow, Birgit Walter, Ailika Schmidt-Jortzig)           | 15.461          |
| 6     | LG Frankfurt (Clarissa Sagerer, Anja Höhn, Andrea Sagerer)                  | 14.395          |
| 7     | TSG Gießen-Wieseck (Meister, Schön, Spielmann)                              | 14.211          |
| 8     | Berliner SC (Borchert. Brokof, Casper)                                      | 13.748          |

Datum: 9./10. Juli
fand in Rhede statt

### CrosslaufMittelstrecke –2,7 km
| Platz | Athletin, Verein                            | Zeit (min) |
| ----- | ------------------------------------------- | ---------- |
| 1     | Ursula Starke (LG Seesen)                   | 9:11       |
| 2     | Ute Haak (LAC Quelle Fürth)                 | 9:12       |
| 3     | Sabine Kunkel (VfL Wolfsburg)               | 9:15       |
| 4     | Heidrun Vetter (LG Frankfurt)               | 9:21       |
| 5     | Veronika Manz (SKV Eglosheim)               | 9:23       |
| 6     | Vera Michallek, geb. Steiert (LG Frankfurt) | 9:32       |
| 7     | Claudia Immerz (VfL Waiblingen)             | 9:35       |
| 8     | Roswitha Gerdes (ASV Köln)                  | 9:35       |

Datum: 12. März
fand in Waiblingen statt

### CrosslaufMittelstrecke –2,7 km, Mannschaftswertung
| Platz | Verein, Besetzung                                                              | Platzziffer |
| ----- | ------------------------------------------------------------------------------ | ----------- |
| 1     | LG Frankfurt I (Heidrun Vetter, Vera Michallek – geb. Steiert, Gabriele Huber) | 024         |
| 2     | ASV Köln (Roswitha Gerdes, Annabel Holtkamp, Braun)                            | 043         |
| 3     | LC Olympiapark München (Rita Marquardt, Birgit Wiedenmann, Simone Lang)        | 070         |
| 4     | LG Frankfurt II (Anette Rühl, Tanija Lohmann, Sibylle Müller)                  | 087         |
| 5     | TSG Weinheim (Katja Steinmetz, Martina Muck, Sabrina Kissel)                   | 104         |
| 6     | LBV Phönix Lübeck (Beate Burmester, Gesine Krog, Uta Ulrich)                   | 110         |
| 7     | DJK BSC Mainz (Schmidt, Kerstin Bensow, Gaby Kuhlmann)                         | 117         |
| 8     | FC Puchheim (Gertrud Maier, John, Karin Rebernig)                              | 130         |

Datum: 12. März
fand in Waiblingen statt

### CrosslaufLangstrecke –6,8 km
| Platz | Athletin, Verein                     | Zeit (min) |
| ----- | ------------------------------------ | ---------- |
| 1     | Antje Winkelmann (LG Göttingen)      | 25:29      |
| 2     | Astrid Schmidt (LAV Aschaffenburg)   | 25:48      |
| 3     | Sabine Knetsch (LG Bayer Leverkusen) | 25:50      |
| 4     | Petra Liebertz (VfL Wolfsburg)       | 26:22      |
| 5     | Edith Krause (SCC Berlin)            | 26:28      |
| 6     | Jutta Karsch (LAV co op Dortmund)    | 26:40      |
| 7     | Gabriela Wolf (LAV co op Dortmund)   | 26:58      |
| 8     | Mathilde Binz (LG Bielefeld)         | 27:03      |

Datum: 12. März
fand in Waiblingen statt

### CrosslaufLangstrecke –6,8 km, Mannschaftswertung
| Platz | Verein, Besetzung                                                 | Platzziffer |
| ----- | ----------------------------------------------------------------- | ----------- |
| 1     | LAV co op Dortmund (Jutta Hellmich, Gabriela Wolf, Christina Mai) | 022         |
| 2     | LG Göttingen (Antje Winkelmann, Almut Potschka, Christiane Finke) | 023         |
| 3     | SCC Berlin (Edith Krause, Angela Wilhelm, Hohenhaus)              | 035         |
| 4     | ASC Rosellen/Neuss (Ayla Tosun, Ute Jenke, Maria Nunner)          | 076         |
| 5     | TV Niederschelden (Sabine Menn, Schmidt, Utsch)                   | 088         |
| 6     | LG Regensburg (Doris Scheck, Ott, Anita Höcherl)                  | 097         |
| 7     | PSV Grün-Weiß Kassel (Siebert, Börger, Göbel)                     | 098         |
| 8     | LSG Saarbrücken Sulzbachtal (Helga Braun, Marschall, Engelhardt)  | 106         |

Datum: 12. März
fand in Waiblingen statt

### Berglauf11,5km
| Platz | Athletin, Verein                     | Zeit (min) |
| ----- | ------------------------------------ | ---------- |
| 1     | Birgit Lennartz (ASV Sankt Augustin) | 48:47      |
| 2     | Bernadette Hudy (LAV co op Dortmund) | 50:23      |
| 3     | Christiane Fladt (TV Isny)           | 51:06      |
| 4     | Susanne Blitzer (SC Hechingen)       | 51:32      |
| 5     | Brigitte Matt (LG Hohenfels)         | 51:57      |
| 6     | Gudrun Pomrehn (LAC Quelle Fürth)    | 52:31      |
| 7     | Birgit Rufer (LAG Lennestadt)        | 53:19      |
| 8     | Monika Merten (ASV Sankt Augustin)   | 53:36      |

Datum: 1. Oktober
fand in Bühlertal im Schwarzwald im Rahmen des Hundseck-Berglaufs statt